# Torre del Salinello
La Torre del Salinello (nota anche come Torre Mazzaufo) è una delle antiche torri costiere del Regno di Napoli, si trova sulla costa dell'Adriatico, in provincia di Teramo, sul lato ovest della Statale Adriatica (ben visibile dalla strada a circa 1,5 km a sud del fiume Salinello) nella zona nord di Giulianova Lido.

## Storia
Nel XVI secolo crebbe la minaccia costituita dalle incursioni da parte dei Saraceni, che furono particolarmente intense nell'estate del 1556 quando all'Abruzzo furono risparmiate le terribili devastazioni subite dalle coste italiane grazie alle difese ed al sistema di punti d'avvistamento predisposte dal Duca d'Atri Giovan Girolamo D'Acquaviva.
Poco tempo dopo il viceré Don Pedro Afán de Ribera, Duca di Alcalá de los Gazules, decise che anche il litorale abruzzese, come già altre coste della penisola, doveva avere un sistema di torri costiere, costruite a distanza tale da poter comunicare a vista tra loro, destinate non solo a dare l'allarme in caso di incursioni nemiche ma, essendo dotate di guarnigione e colubrine, anche a respingere tali incursioni.

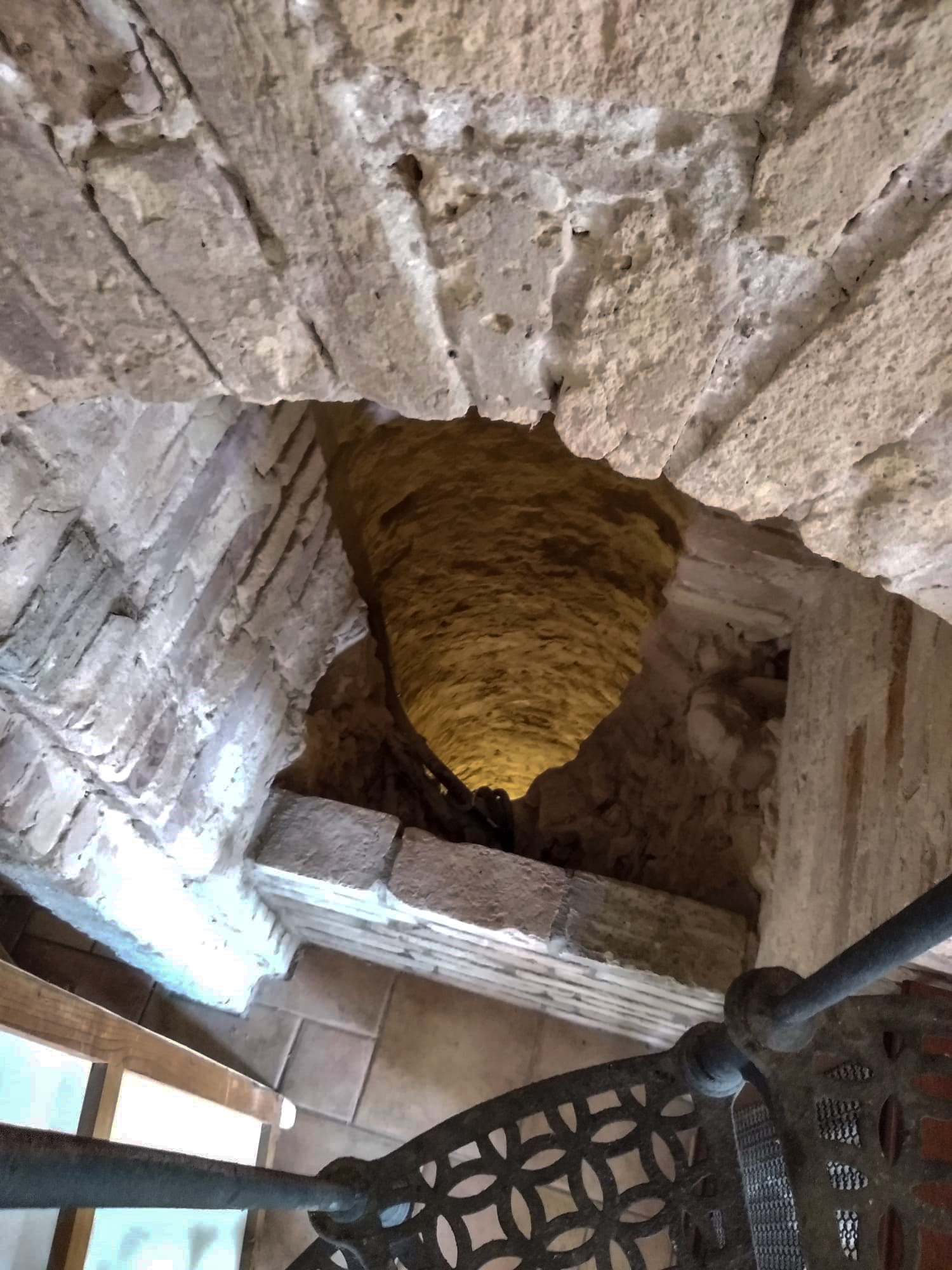
Il pozzo

La torre di avvistamento sul fiume Salinello fu realizzata attorno al 1568; la tipologia è tipica delle torri costiere del Viceregno, molto simile alla "gemella" Torre di Cerrano.
Si tratta di un massiccio torrione a pianta quadrata in laterizio, alla base il lato esterno è di 10 metri mentre all'interno è di 4 metri.
Ha due piani per un'altezza di 10 metri, i soffitti sono a botte.
Le mura hanno spessore decrescente e quindi risultano inclinate a piramide, ciascuna è coronata da quattro robusti beccatelli e tre caditoie; probabilmente in origine erano sormontate da merli guelfi.
Nello spessore delle mura, comunemente a tutti questi tipi di torri, è ricavato un pozzo, utile in caso di assedio o azioni di disturbo.
È stata restaurata negli anni novanta e si presenta in buone condizioni, un precedente restauro risale agli anni venti. Dal 2021 è riaperta al pubblico, come spazio espositivo e commerciale dell'azienda agricola della famiglia dei proprietari.

## Torre del Tordino
Vicino alla foce del Tordino, a sud del centro di Giulianova Lido, circa 500 m ad est dei ponti della ferrovia, ci sono i ruderi del basamento di un'altra torre costiera che fu abbattuta dalla furia del fiume nel 1812; anch'essa risalente al 1568, si ha notizia di un altro crollo pure causato da uno straripamento del Tordino poco dopo la costruzione.